# Ugljene kugle
Ugljena kugla, gruda okamenjene biljne tvari, često sferoidna, pronađena u slojevima ugljena gornjeg karbonskog razdoblja (od prije 325 000 000 do 280 000 000 godina). Kuglice ugljena važan su izvor informacija o fosilima koji se odnose na šume koje su prethodile doba ugljena. Kao rezultat različitih uvjeta, mali džepovi biljnih ostataka u močvarama iz razdoblja karbona, prožeti mineralnim solima, postali su okamenjeni, a ne pretvoreni u ugljen. Te petrifakcije, u rasponu od nekoliko grama do nekoliko stotina kilograma, otkrivene su u središnjim Sjedinjenim Državama, u Engleskoj, na širokom području od Belgije do Ukrajine i u Španjolskoj.